# (3382) Cassidy
(3382) Cassidy est un astéroïde de la ceinture principale.

## Description
(3382) Cassidy est un astéroïde de la ceinture principale. Il fut découvert le 7 septembre 1948 à Flagstaff par Henry Lee Giclas. Il présente une orbite caractérisée par un demi-grand axe de 2,24 UA, une excentricité de 0,18 et une inclinaison de 6,0° par rapport à l'écliptique.

## Compléments